# リバートン (ユタ州)
リバートン（Riverton）は、アメリカ合衆国ユタ州のソルトレイク郡にある都市。人口は4万5285人（2020年）。ソルトレイクシティの南30キロメートルに位置している。

## 歴史
1865年に設立された。地名は市の東部を流れる「ジョーダン川」から来ている。川の水は灌漑施設を通じて農地に供給され、多彩な農作物の栽培を可能にした。アルファルファ、小麦、トマト、テンサイなどを生産した。
第二次世界大戦後の1947年に地域は法人化し「リバートン市」が誕生した。1970年代以降、ソルトレイク都市圏の拡大に伴い住宅地の需要が高くなり、農地は急速に減少した。市内に鉄道駅がないため、通勤には自家用車や路線バスが使われる。

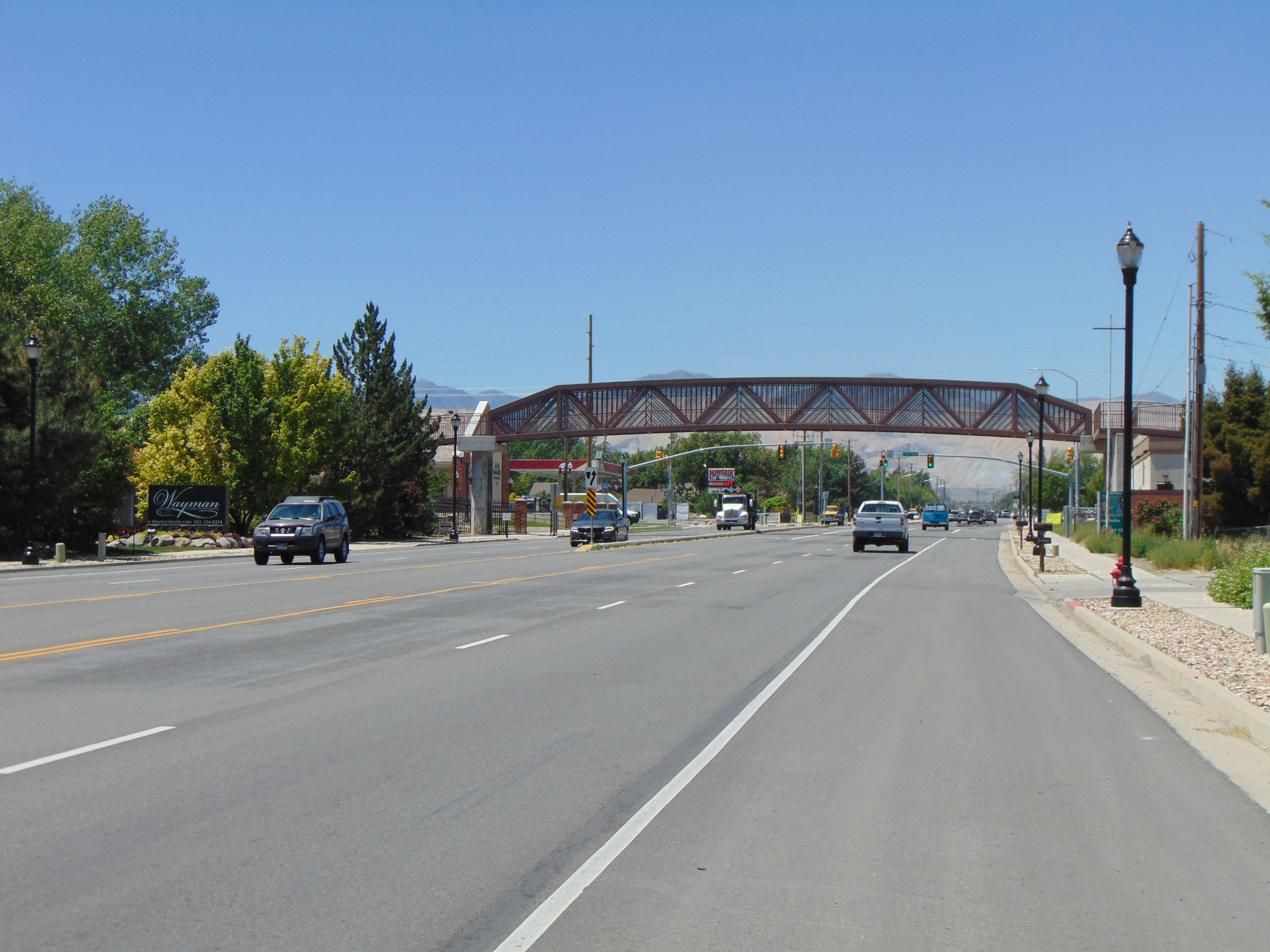
州道71号線

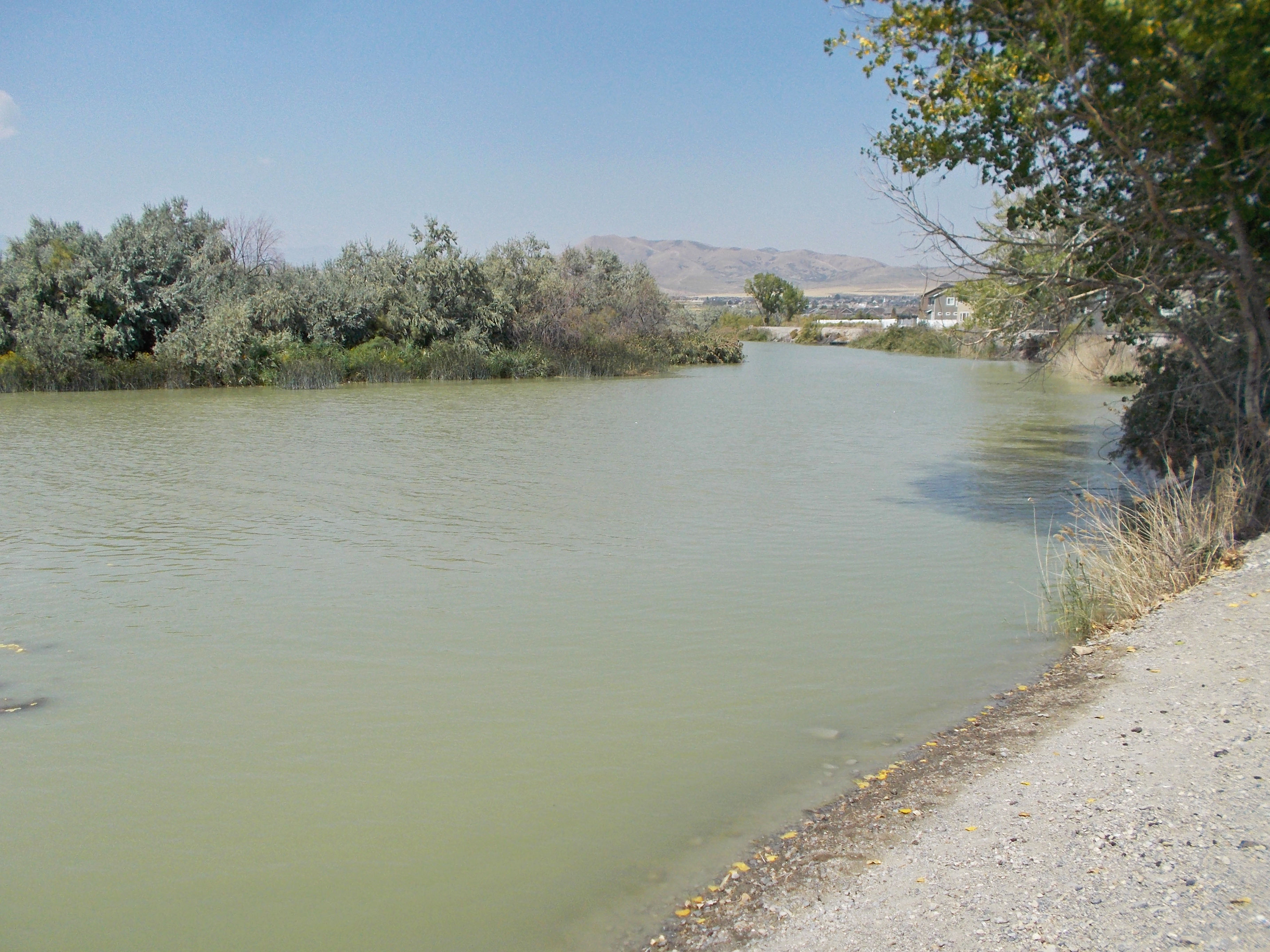
ジョーダン川